# Munditia subquadrata
Munditia subquadrata is een slakkensoort uit de familie van de Liotiidae. De wetenschappelijke naam van de soort is voor het eerst geldig gepubliceerd in 1878 door Tenison Woods.